# Luogu
Luogu (kinesiska: 洛古乡, 洛古) är en socken i Kina. Den ligger i provinsen Sichuan, i den sydvästra delen av landet, omkring 360 kilometer söder om provinshuvudstaden Chengdu.
Genomsnittlig årsnederbörd är 1 233 millimeter. Den regnigaste månaden är juli, med i genomsnitt 279 mm nederbörd, och den torraste är januari, med 6 mm nederbörd.